# Taverner Consort, Choir and Players
Taverner Consort, Choir and Players es un conjunto británico de música antigua formado por su director Andrew Parrott, consistente en un consort de instrumentos (Taverner Consort), un coro (Taverner Choir) y una orquesta (Taverner Players). El Taverner Choir fue fundado en 1973 e hizo su debut el mismo año en el "Bath Festival". Al poco tiempo se formó el Taverner Consort y poco después los Taverner Players para acompañar al coro y al consort, aunque después también trabajaría independientemente de ambos. El grupo tiene su sede en Londres y su nombre deriva del compositor inglés del siglo XVI, John Taverner.
El conocido violinista barroco, John Holloway, fue el concertino de los Taverner Players entre 1977 y 1991.
El grupo tiene un amplio repertorio musical que abarca desde el Renacimiento hasta finales del Barroco, con obras de compositores como Josquin des Prés, Thomas Tallis, John Taverner, Giovanni Gabrielli, Claudio Monteverdi, Heinrich Schütz, Henry Purcell, Antonio Vivaldi, Georg Friedrich Händel o Johann Sebastian Bach. Ocasionalmente han interpretado incluso música medieval, como la Messe de Nostre Dame de Guillaume de Machaut.

## Discografía
Las grabaciones que se relacionan a continuación se han ordenado por la fecha en que fueron publicadas o grabadas por primera vez, pero se han puesto las ediciones más modernas que se pueden encontrar actualmente en CD.
- ???? - Henry Purcell: Choral and Chamber Works. Taverner Choir and Players. Con Rachel Wheatley, Rachel Platt, Angus Davidson, Simon Berridge, Rogers Covey-Crump, Simon Grant. Virgin Classics VC 5450612
- ???? - Johann Sebastian Bach: Brandenburg Concertos. Taverner Players. Virgin VC 5617262
- ???? - Johann Sebastian Bach: Magnificat / Georg Friedrich Händel: Dixit Dominus. Taverner Consort, Choir & Players. EMI CDC 7549262
- ???? - Michael Praetorius: Christmas motets. Taverner Consort, Choir & Player. Con Emma Kirkby, Nigel Rogers, David Thomas. Virgin VM 5613532
- ???? - Antonio Vivaldi: Maestro de Concerti. Taverner Players. Con John Holloway, Roy Goodman, Jenny Ward Clarke, Susan Sheppard, Marion Verbruggen, Janet See, David Reichenberg. Virgin VER 5612752
- ???? - Christmas Album II. Taverner Consort, Choir & Players. Virgin VC 5451562
- ???? - Georg Friedrich Händel: Messiah: Highlights. EMI CDM 764927
- 1978 - Giovanni Gabrieli: Symphoniae sacrae II, 1615. Taverner Choir. London Cornett & Sackbut Ensemble. L'Oiseau Lyre 436 860-2.
- 1981 - Henry Purcell: Dido and Aeneas. Taverner Players & Choir. Con Emma Kirkby, Judith Nelson, Jantina Noorman, David Thomas. Chandos Chaconne 0521
- 1982 - Johann Sebastian Bach: Cantatas 82 and 202. Taverner Consort & Players. Con Emma Kirkby y David Thomas. Hyperion CDA 66036
- 1982 - Claudio Monteverdi: Selva morale e spirituale (selections). Taverner Consort, Choir & Players. Con Emma Kirkby, Rogers Covey-Crump, Nigel Rogers, David Thomas. EMI Reflexe 47016.
- 1983 - Guillaume de Machaut: Messe de Nostre Dame. Taverner Consort & Choir. Virgin Veritas 89982.
- 1984 - Claudio Monteverdi: Vespro della Beata Vergine (1610). Taverner Consort, Choir & Players. Con Emma Kirkby, Rogers Covey-Crump, Nigel Rogers, David Thomas. EMI Reflexe 47078 (2 CD).
- 1985 - Johann Sebastian Bach: Mass in B minor. Taverner Consort and Players. Con Emma Kirkby, Emily Van Evera, Panito Iconomou, Christian Immler, Michael Kilian, Rogers Covey-Crump, David Thomas. Virgin Veritas VBD 5619982
- 1986 - Musica della Cappella Sistina. Obras de Gregorio Allegri, Josquin des Prés, Cristóbal de Morales y Giovanni Pierluigi da Palestrina. Virgin Veritas 61309.
- 1986 - Una Stravaganza dei Medici. Intermedi (1589) per "La Pellegrina". Taverner Consort, Choir & Players. Con Tessa Bonner, Emma Kirkby, Emily Van Evera, Nigel Rogers. EMII Reflexe CDC 7 47998 2.
- 1986 - Henry Purcell: Purcell Hail! Bright Cecilia, Come ye sons of art, Welcome to all the pleasures. Taverner Choir, Consort & Players. Virgin Classics VC 5615822 (2 CD)
- 1987 - Antonio Vivaldi: The four seasons. Taverner Players. Con John Holloway. Denon C37-7283
- 1987 - Heinrich Schütz: Weihnachtshistorie (Christmas Story) / Michael Praetorius: Motets. Taverner Consort, Choir & Player. Con Emma Kirkby, Nigel Rogers, David Thomas. Virgin Veritas Edition 561 353
- 1988 - A Baroque Festival. Obras de Johann Sebastian Bach, Georg Friedrich Händel, Johann Pachelbel y Henry Purcell. Virgin VER 5613042. También editado como Baroque Classics EMI CDM 7698532
- 1988 - John Taverner: Mass Gloria tibi Trinitas. Taverner Choir. EMI CDC 7 49103 2
- 1989 - Thomas Tallis: Latin Church Music I. Spem in alium a 40, complete responds. EMI Reflexe 49555.
- 1989 - Thomas Tallis: Latin Church Music II. Gaude Gloriosa, Lamentations, Motets from Cantiones Sacrae (1575). Taverner Consort & Choir. EMI CDC 7 49563 2.
- 1989 - Claudio Monteverdi: Mass of Thanksgiving (Venice, 1631). Taverner Consort, Choir & Players. EMI Reflexe 54886 (2 CD).
- 1989 - Masterworks from late-medieval England and Scotland. Obras de John Taverner, John Browne y Robert Carver. Taverner Choir. EMI Reflexe CDC 7 49661 2.
- 1989 - The Carol Album: Seven Centuries of Christmas Music. Taverner Choir, Consort & Players. EMI CDC 7498092
- 1989 - Johann Sebastian Bach: Magnificat, Ascension Oratorio, Cantata 50. Taverner Consort & Players. Con Emily Van Evera, Emma Kirkby, Evelyn Tubb, Caroline Trevor, Margaret Cable, Howard Crook, Wilfried Jochens, Simon Grant, Stephen Charlesworth. Virgin VN 5613402
- 1989 - Georg Friedrich Händel: Messiah. Taverner Choir & Players. Con Emma Kirkby, Emily Van Evera, Margaret Cable, James Bowman, Joseph Cornwell, David Thomas. Virgin VBD5620042
- 1989 - Georg Friedrich Händel: Carmelite Vespers (1707). Taverner Choir & Players. Con Jill Feldman, Emma Kirkby, Emily Van Evera, Margaret Cable, Mary Nichols, Joseph Cornwell, David Thomas. Virgin VBD 5615792
- 1989 - Henry Purcell: Music for Queen Mary. Taverner Consort, Choir & Players. VC 5451592
- 1990 - Georg Friedrich Händel: Israel in Egypt. Taverner Choir & Players. Con Nancy Argenta, Emily Van Evera, Timothy Wilson, Anthony Rolfe-Johnson, David Thomas, Jeremy White. Virgin VMD 5613502
- 1991 - Johann Sebastian Bach: St. John Passion. Taverner Consort & Players, Tölz Boys Choir. Con Rogers Covey-Crump, David Thomas, Tessa Bonner, Emily Van Evera, Caroline Trevor. Virgin Veritas VCD 5450962 (2 CD)
- 1991 - Giovanni Gabrielli: Canzonas, Sonatas, & Motets. Taverner Choir, Consort & Players. EMI Reflexe 54265.
- 1991 - Claudio Monteverdi: Madrigali guerrieri et amorosi (1638). Taverner Consort & Players. EMI Reflexe 54333.
- 1991 - Venetian Church Music. Obras de Dario Castello, Giovanni Gabrieli, Alessandro Grandi, Giovanni Legrenzi, Antonio Lotti, Claudio Monteverdi y Antonio Vivaldi. Taverner Consort, Choir & Players. EMI Reflexe 54117
- 1991 - Antonio Vivaldi: The Four Seasons. Taverner Players. Con Chiara Banchini, Alison Bury, Elizabeth Wallfisch, John Holloway. Virgin VC 5451172
- 1992 - Josquin des Prés: Missa Ave maris stella, Motets & Chansons. Taverner Consort & Choir. Con Andrew Lawrence-King al arpa. EMI Reflexe CDC 7 54659 2.
- 1992 - The Christmas Album I: Festive Music from Europe and America. Taverner Consort, Choir & Players. Virgin VC 5451552
- 1993 - Johann Sebastian Bach: Easter Oratorio, Magnificat, Cantatas 4 & 11. Taverner Consort & Players. Con Emily Van Evera, Caroline Trevor, Charles Daniels, Peter Kooy, David Thomas. Virgin Veritas VC 5450112
- 1993 - Carol Album II. Taverner Consort, Choir & Players. EMI CDC 7549022
- 1994 - Henry Purcell: Dido and Aeneas. Taverner Players & Choir. Con Emily Van Evera, Ben Parry, Janet Lax, Hanne Mari Orbaek, Haden Andrews. Sony SK 62993
- 1994 - Antonio Vivaldi: Gloria, Magnificat. Taverner Choir & Players. Con Emily Van Evera, Nancy Argenta, Alison Place, Catherine King, Margaret Cable. Virgin VC 7593262
- 1995 - Henry Purcell: Jubilate & Te Deum. Taverner Choir & Players. Virgin Veritas 45061
- 1995 - Henry Purcell: The Pocket Purcell. A tercentenary tribute. Taverner Consort & Players. Con Emily Van Evera, John Mark Ainsley, Simon Berridge, Simon Grant, Jeremy White. Virgin Classics VC 545116 2
- 1996 - Stabat Mater. Obras de Arvo Pärt, Giovanni Pierluigi da Palestrina y John Browne. Taverner Consort con Fretwork. Virgin Classics 45272.
- 1998 - The Promise of Ages: A Christmas Collection. Taverner Consort, Choir & Players. Sony SK 60713
- 1998 - Johann Sebastian Bach: Heart’s Solace. Taverner Consort & Players. Con Emily Van Evera, Tessa Bonner, Caroline Trevor, Charles Daniels, Christian Hilz. Sony SK 60155
- 2000 - Out of the Night. Obras de Arvo Pärt y John Tavener. Sony SK 61753
- 2000 - Carlo Gesualdo: Tenebrae Responses for Good Friday (Responsoria, 1611). Taverner Consort & Choir. Sony SK 62977.

DVD:
- ???? - Una ‘Stravaganza’ dei Medici: Intermedi (1589) per La Pellegrina. Taverner Consort, Choir & Players. Video MVD 9912323 Laserdisc LDB 9912321

- Datos: Q2293040
- Multimedia: Taverner Consort and Players / Q2293040